# Ернесто Далгас
Ернесто Далгас (на датски: Ernesto Daldas) е датски писател и философ, предимно познат с философските си романи „Dommedags Bog“ („Книга на Страшния съд“) и „Lidelsens Vej“ („Пътят на страданието“). Далгас е син на известния основател на Датското езическо Общество Енрико Мюлиус Далгас.

## Биография
Роден е и израсъл в Орхус. Интровертният и замислен Ернесто Далгас не се е разбирал добре с екстровертния си и активен баща, и когато той издържа студентския изпит през 1889 г., охотно заминава да учи за лекар в Копенхаген.
При следването си Ернесто Далгас все повече се отдава на философия и литература и когато философското съревнование от 1893 е обявено под заглавието „Същност на отношението на авторитета и етическо значение“, Далгас решава да вземе участие. Той не печели, обаче получава възторжен отзив от професора по философия Харалд Хьофдинг. Това подбужда Далгас да замени следването с философия и да зареже медицината.
Паралелно със следването Далгас твори изключително много. Става дума както за романи и стихотворения, така и за философски фрагменти. Далгас така и не завършва следването на философия, вероятно по причина на недоволство от университетския ред. През есента на 1897 Далгас окончателно напуска университета.

## Психични проблеми
Далгас дълго време страда от меланхолия и душевни болки, но отрано става ясно, че той страда от децидиран психически синдром, най-вероятно маниакална депресивност. В последните години от живота си често е хоспитализиран, включително в Болницата за душеви болести Риссков. На 11 юли 1899 Ернесто Далгас се застрелва в Дамхуссьо в Копенхаген. В този момент той тъкмо е завършил произведението Kundskabens Bog („Книга на знанието“), чийто ръкопис е литературно завещание и едновременно предсмъртно писмо.

## Литературни произведения
Далгас приживе успява да види само 2 от произведенията си публикувани: „Geografiske Digte“ („Географски стихове“) и „Krøniker og Æventyr“ („Хроники и приключения“), и двете през 1896 г., но оставя голямо количество ръкописи на приятеля си Аксел Милхе. Той се погрижва да издаде четири тома от тези творби: „Sangbog“ (1903, „Книга на песните“), „Lidelsens Vej“ (1903), „Dommedags Bog“ (1903) и „Digt og Skuespil“ (1904, „Стих и драма“). Особено романите са дълбоко философски и отразяват собствения опит на Ернесто Далгас да открие екзистенциален смисъл на живота. В „Dommedags Bog“ главният герой странствува буквално между различни разбирания за живота, и изглежда в края да намира утеха в един вид будизъм. Далгас се мъчи през целия си живот да открие връзка между две убеждения: метафизичното и позитивистичното. Той смята, че е открил обяснение в своето последно произведение, „Kundskabens Bog“, но неговият приятел Аксел Михле не се погрижва да бъде издадена и това става едва през 1995 г.

## Произведения
- „Geografiske Digte“ (1896, „Географски стихове“)
- „Krøniker og Æventyr“ (1896, „Хроники и приключения“)
- „Sangbog“ (1903)
- „Lidelsens Vej“ (1903)
- „Dommedags Bog“ (1903)
- „Digt og Skuespil“ (1904)
- „Noveller og fragmenter“ (1942 „Новели и фрагменти“)
- „Kundskabens Bog“ (1995)

|  | Тази страница частично или изцяло представлява превод на страницата Ernesto Dalgas в Уикипедия на датски. Оригиналният текст, както и този превод, са защитени от Лиценза „Криейтив Комънс – Признание – Споделяне на споделеното“, а за съдържание, създадено преди юни 2009 година – от Лиценза за свободна документация на ГНУ. Прегледайте историята на редакциите на оригиналната страница, както и на преводната страница, за да видите списъка на съавторите. ВАЖНО: Този шаблон се отнася единствено до авторските права върху съдържанието на статията. Добавянето му не отменя изискването да се посочват конкретни източници на твърденията, които да бъдат благонадеждни. |